# Première bataille d'Independence
Guerre de Sécession
Batailles
Théâtre oriental
- Virginie-occidentale
- Manassas
  - 1re Bull Run
- 1re Virginie Septentrionale
- Burnside Expedition
- Péninsule
- Sept Jours
  - Gaines's Mill
  - Malvern Hill
- 1re Shenandoah valley
- 2de Virginie Septentrionale
  - 2de Bull Run
- Maryland
  - Antietam
- Fredericksburg
- Tidewater
- Chancellorsville
  - Chancellorsville
- Pennsylvanie
  - Gettysburg
- Bristoe
- Mine Run
- Campagne terrestre
  - Wilderness
  - Spotsylvania
  - Cold Harbor
- Bermuda Hundred
- 2de Shenandoah valley
  - Opequon
  - Cedar Creek
- Petersburg
- 1re Wilmington
- 2de Wilmington
- Appomattox
  - 3e Petersburg
  - Sayler's Creek
  - Appomattox C.H.

Théâtre occidental
- East Kentucky
- Shiloh
  - Fort Henry
  - Fort Donelson
  - Shiloh
- Kentucky
- Raid de Newburgh
  - Perryville
- Stones River
  - Murfreesboro
- Vicksburg
  - Champion Hill
  - Vicksburg
- Raid de Morgan
- Raid de Hines
- Tullahoma
- Chickamauga
- Chattanooga
- Knoxville
- Raid Forrest
- Atlanta
- Franklin-Nashville
- Savannah
- Carolines
  - Bentonville
- Raid de Wilson

Théâtre Trans-Mississippi
- Arizona confédéré
  - 1re Messilla
- Missouri
  - Wilson's Creek
- Territoire indien
- Trail of Blood on Ice
- Nouveau-Mexique
- Boston Mountains
- Pea Ridge
- 1re Texas
- Little Rock
- 2de Texas
- Camden
- Red River
- Raid de Price
- Palmito Ranch

Théâtre du bas littoral et approche du golfe
- Fort Sumter
- Blocus de l'Union
- 1re Bayou Teche
- Mississippi valley
  - Port Hudson
- Charleston
- 2de Bayou Teche
- Mobile Bay
- Mobile

La première bataille d'Independence est un engagement mineur de la guerre de Sécession qui s'est déroulé le 11 août 1862, dans la ville d'Independence, située dans le comté de Jackson, Missouri. C'est une victoire confédérée, qui assure la domination sudiste sur le comté de Jackson County pendant quelques jours le temps que les recruteurs finissent leur travail.
Cette bataille ne doit pas être confondue avec la seconde bataille d'Independence, qui s'est déroulée en 1864. Cette bataille a aussi été une victoire confédérée.

## Contexte
Pendant l'été 1862, beaucoup de recruteurs confédérés et de garde de l'État du Missouri sont envoyés à partir du nord de l'Arkansas dans le Missouri pour recompléter les rangs des forces du Trans-Mississippi. Parmi ceux-ci, on peut trouver le capitaine Jo Shelby, le colonel Vard Cockrell, le colonel John T. Coffee, Upton Hays, John Charles Tracy, John T. Hughes, Gideon W. Thompson et DeWitt C. Hunter.
Divers guérilleros et hors-la-loi, la plupart principalement avec William Quantrill, ont foncé dans le Missouri et assistent ces recruteurs pendant qu'ils travaillent dans la région. Par exemple, Upton Hays est aidé par trente hommes de Quantrill sous les ordres du cruel George Todd. Au 1er août 1862, Hays campe près de Lee's Summit avec 150 hommes. D'autres confédérés continuent d'infiltrer la région au cours des jours suivants.
Les forces de l'Union, pendant ce temps, bivouaquent dans Independence, le siège du comté de Jackson. Ils sont commandés par le lieutenant-colonel James T. Buel. Comme beaucoup de villes dans cette partie du Missouri, Independence a des sympathisants des deux camps qui y vivent.
Le colonel Hughes tente de traverser la  rivière Missouri, pour recruter autour de sa ville d'origine dans le comté de Clinton, Missouri. Avec Gideon Thompson, il chevauche vers le camp de Hays avec 75 hommes ; 25 hommes supplémentaires avec Quantrill arrivent rapidement. Les officiers confèrent ensemble. Ayant un besoin urgent de munitions et d'une victoire pour stimuler leurs efforts de recrutement, ils décident de lancer une attaque surprise contre Buel avant qu'il ne puisse les attaquer.  Cole Younger et un autre homme mènent avec succès une reconnaissance de la ville la veille de l'attaque confédérée.
Le lieutenant-colonel Buel pour sa part a envoyé un de ses officiers, le capitaine Breckenridge, faire une reconnaissance de onze jours, mais Breckenridge n'a rien trouvé. Néanmoins, Buel entend parler du camp de Hays, et se prépare à l'attaquer. Le soir du 10 août 1862, plusieurs citoyens avertissent Buel d'un assaut imminent sur la ville ; beaucoup de résidents de l'Union ont déjà fui.  Buel ignore ces avertissements, sauf un de ses officiers, le capitaine Rodewald.
Les fédéraux sont positionnés sur trois points précis : leur camp près d'un mur de pierre, la banque qui sert de quartier général à Buel, et la prison du comté.

## Bataille
La force confédérée du colonel John T. Hughes, comprenant le leader partisan William Quantrill, attaque Independence avant l'aube, en deux colonnes utilisant différentes routes. Il chevauchent dans la ville vers le camp de armée de l'Union, tirant une salve mortelle sur les hommes endormis. Le capitaine Breckenridge suggère de se rendre, mais le capitaine Jacob Axline regroupe les troupes fédérales derrière un mur de pierre et près d'un fossé pendant que les confédérés tirent dans le camp, recherchant des munitions. Les rebelles font plusieurs attaques contre le mur tenu par Axline, mais de parviennent pas à le prendre. Le colonel Hughes est tué à ce moment, tandis que Thompson et Hays sont blessés.
Le lieutenant-colonel Buel tente de résister avec une partie de ses forces dans la banque qu'il utilise comme quartier-général. Il est obligé de se rendre à la suite de l'incendie d'un bâtiment adjacent. Sous la protection du drapeau blanc, Buel arrange une rencontre avec le nouveau commandant confédéré, le colonel Gideon W. Thompson, qui a remplacé le colonel Hughes, tué plus tôt. Buel se rend, et environ 150 de ses hommes sont libérés sur parole ; le reste s'est échappé, caché ou a été tué.

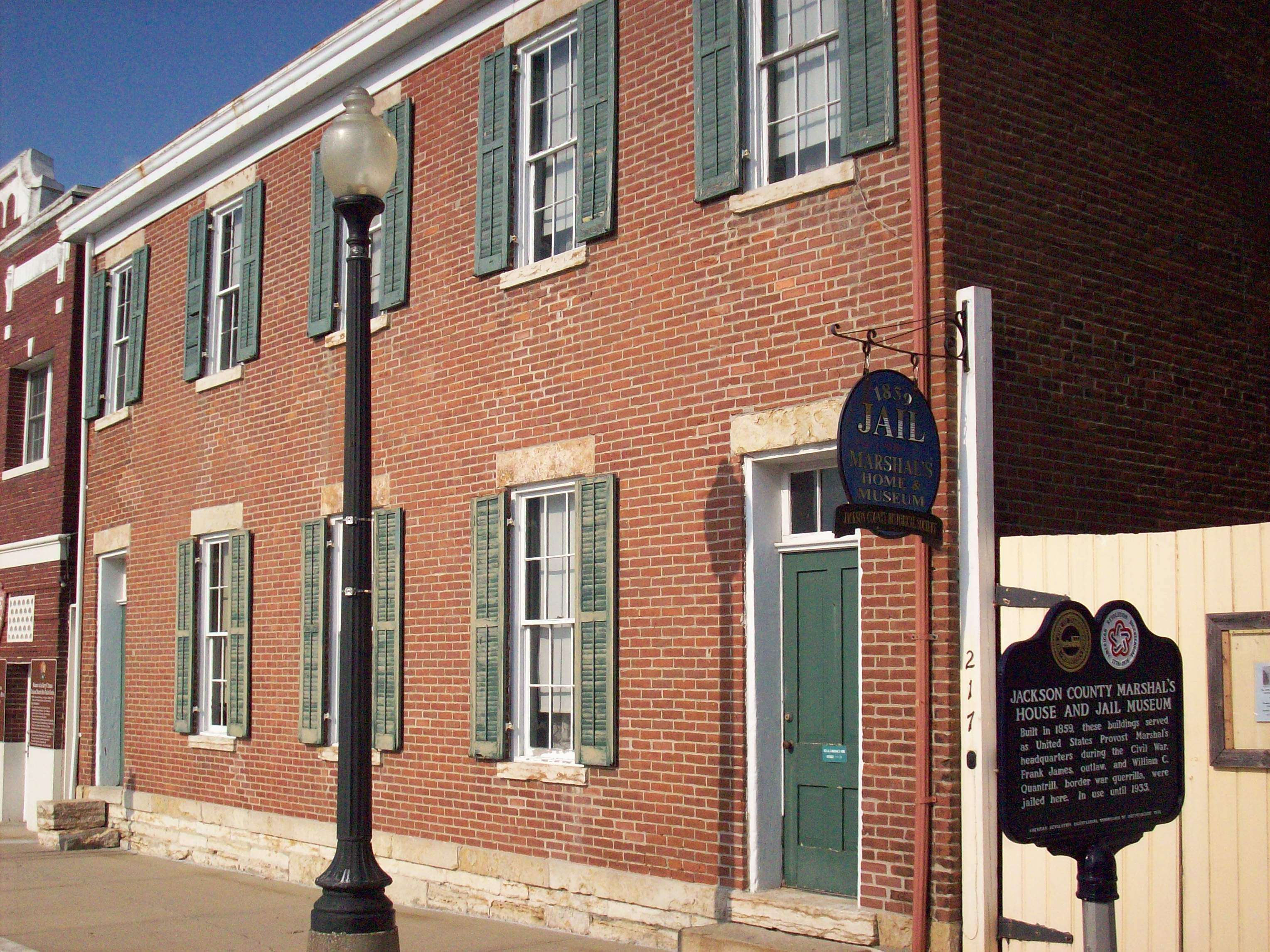
Prison d'Independence datant de 1858, lieu des meurtres de George Todd pendant la première bataille d'Independence

## Crimes commis par George Todd
Réalisant qu'elles seront rapidement submergées, les troupes fédérales défendant la prison tirent une salve et s'enfuient. Le leader guérillero confédéré George Todd libère les prisonniers de la prison, dont le marshal de la ville James Knowles, emprisonné pour le meurtre d'un citoyen bagarreur.  Todd a aussi capturé le capitaine Aaron Thomas du 2nd Battalion de la milice de cavalerie de l'État du Missouri.  Knowles avait guidé les forces de Thomas lors d'une embuscade sur les forces de Todd lors d'un précédent engagement, tuant plusieurs de ses hommes.  Todd et ses hommes exécutent sommairement Knowles et Thomas.  Ironiquement, George Todd sera tué plus tard lors de la seconde bataille d'Independence, en 1864.

## Pertes et conséquences
La première bataille d'Independence se conclut avec approximativement 344 victimes de l'Union connues ; le total des pertes confédérées reste inconnu.
La plupart des troupes de l'Union dans Independence sont capturées, à part seulement quelques petits groupes qui ont réussi à s'échapper. Néanmoins, la victoire confédérée a été coûteuse, avec la mort de dix officiers expérimentés, parmi eux le colonel John T. Hughes, et la blessure des colonels Hays et Thompson. Les vainqueurs quittent la ville en fin d'après-midi, mais restent dans la région pendant plusieurs jours.  Hays les commande dans une attaque coordonnée avec d'autres troupes confédérées contre une force fédérale qui arrive à Lone Jack.
Bien que les sudistes aient gagné une victoire à Independence, ils sont incapables de la mettre à profit de façon significative. L'emprise confédérée sur la région du comté de Jackson County continue — mais pas pour longtemps.
Le comportement du lieutenant-colonel Buel et son incapacité à tenir compte des avertissements d'attaque imminente de la part de citoyens connus sont largement condamnés. L'incapacité du capitaine Breckenridge à trouver des guérilleros pendant les onze jours précédents, ajouté à son empressement à se rendre, sont aussi considérés comme honteux. Les deux hommes sont traduits en cour martiale et les soldats qui ont été capturés sont mis en dehors du service. Comme les deux officiers ont été jetés hors de l'armée avec leurs hommes, la procédure de la cour martiale n'ira pas plus loin.
Le 3 juin 1864, l'ancien capitaine Axline est assassiné par des guérilleros (probablement un groupe de George Todd) alors qu'il rentre chez lui à Hickman Mills.
Independence  sera ensuite le lieu d'une seconde bataille de la guerre de Sécession en octobre 1864, lors du raid du général Sterling Price qui se terminera par sa défaite à la bataille de Westport.

## Ordre de bataille
Union  Lieutenant-colonel James T. Buel
- 7th Missouri Cavalry (cos. B & D) - capitaine James Breckenridge, lieutenant James M. Vance
- 2nd Battalion Missouri State Militia Cavalry (cos. B, D, & E) -  capitaine Jacob Axline, capitaine Franklin Cochran, capitaine Aaron Thomas
- 6th Regiment Missouri Enrolled Militia (1 company) - W.H. Rodewald

Confédération Colonel John T. Hughes
- Hughes' Recruiters
- Hays' Regiment
- Quantrill's Guerrillas